# Fotograma (fotografia)
|  | Aquest article tracta sobre fotografia sense càmera. Si cerqueu una de les imatges individuals que conformen un film, vegeu «fotograma (cinema)». |

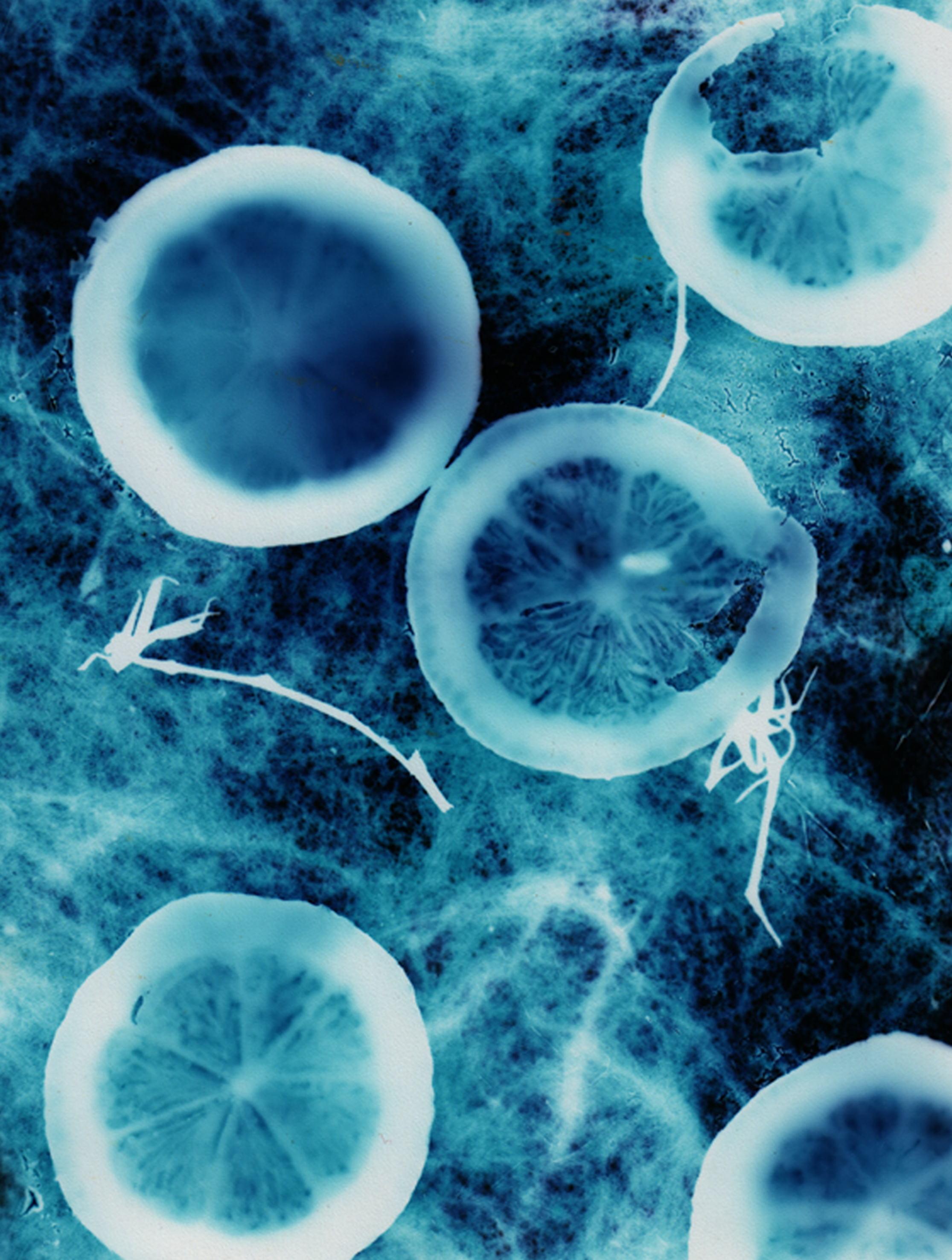
Fotograma en color de llimones i tiges de tomàquet. La textura del fons és el gra del paper engrandit.

Un fotograma és una imatge fotogràfica feta sense càmera i que s'ha obtingut posant objectes directament sobre una superfície d'un material fotosensible, com ara el paper fotogràfic, i exposant-lo a la llum. El resultat és la imatge d'una ombra negativa de tons variats, segons la transparència dels objectes emprats. Les zones del paper que no han rebut llum apareixen en blanc; les exposades a través d'objectes transparents o semitransparents apareixen en gris.
També es poden realitzar fotogrames col·locant un objecte pla en el portanegatius de l'ampliadora i projectant-lo sobre el paper. Atès que no s'usa negatiu, la degradació de la imatge és mínima, i les ampliacions produïdes per aquest mètode presenten una nitidesa òptima i reprodueixen amb fidelitat els detalls més petits. La tècnica per produir fotogrames s'acostuma a conèixer com fotografia sense càmera.
Probablement, la fotografia sense càmera artística està associada sobretot amb Man Ray i la seva exploració de rayogrames. Altres artistes que han experimentat amb aquesta tècnica són László Moholy-Nagy, Christian Schad (que els anomenava "Schadographs"), Imogen Cunningham i fins i tot Pablo Picasso. També s'han fet servir variacions de la tècnica amb propòsits científics i d'altres menes.

## Història

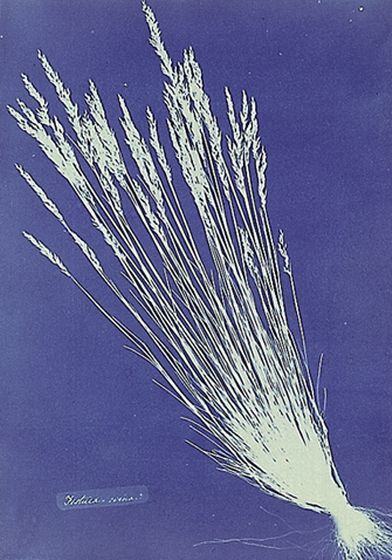
Un dels fotogrames en cianotip de farratge d'Anna Atkins

Algunes de les primeres imatges fotogràfiques conegudes que es van fer eren fotogrames. William Henry Fox Talbot les anomenava dibuixos fotogènics, i les feia posant fulles o altres objectes plans sobre un paper sensibilitzat, i deixant-los a l'exterior a l'exposició del sol, creant-se un fons fosc general i un perfil blanc de l'objecte emprat.
A partir de 1843, Anna Atkins va produir Algues britàniques: Impressions en cianotip en entregues, el primer llibre il·lustrat amb fotografies. Les imatges eren exclusivament fotogrames d'espècies botàniques. Atkins va fer servir el procés de cianotip de Sir John Herschel, que genera imatges blaves.
 Aquest llibre únic es pot veure al National Media Museum de Bradford (Anglaterra).

### Els rayogrames de Man Ray

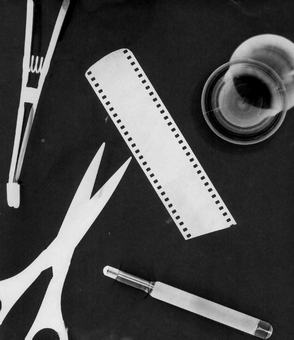
Un fotograma d'una sèrie d'objectes relacionats amb la fotografia.

Els fotogrames els van usar el segle XX una sèrie de fotògrafs, especialment Man Ray, que els anomenava "rayogrames". El seu estil incloïa treure partit dels descarnats i inesperats efectes de la formació d'imatges negatives, les juxtaposicions inusuals d'objectes identificables (com ara culleres i collarets de perles), variant el temps d'exposició donat als diferents objectes d'una mateixa imatge, i moure els objectes mentre eren exposats.

## Procediment

Generació d'un fotograma: Una font de llum ampliada espacialment (1) il·lumina uns objectes (2 i 3) que estan situats directament al davant d'una pel·lícula fotosensible. Segons sigui la distància entre l'objecte i la pel·lícula, les ombres quedaran més marcades (7) o més suaus (5). Les zones de la pel·lícula que estan en ombra total (6) es queden blanques; es tornen grises si els objectes són transparents o translúcids; les zones que estan completament exposades a la llum (4) queden ennegrides.

Com tots els processos fotogràfics, els fotogrames necessiten llum. La font de llum més utilitzada amb aquest propòsit és l'ampliadora que es va servir en el revelatge convencional, però es pot fer servir qualsevol font de llum. La il·lustració de la dreta mostra com es forma la imatge. En la configuració del laboratori fotogràfic tradicional, el paper es manté al seu lloc amb un marc de positivat. Els objectes que s'han d'emprar per fer la imatge es col·loquen al damunt del paper. Quan ja s'ha trobat la composició adequada, es fa servir l'ampliadora per a exposar el paper (s'hauran de fer proves per definir el temps d'exposició i l'obertura necessaris). Finalment, es processa el paper, de la forma habitual, amb els productes químics de revelat, es renta i s'asseca.

## Llista de fotògrafs destacats que han fet fotogrames
- Imogen Cunningham
- Susan Derges
- Joan Fontcuberta i Villà
- Adam Fuss
- Raoul Hausmann
- El Lissitzky
- Len Lye
- László Moholy-Nagy
- Pablo Picasso
- Man Ray
- Alexander Rodchenko
- Christian Schad